# Aveluma
Aveluma est une ville de la République démocratique du Congo qui se situe dans la province orientale, district de l'Ituri, territoire d'Irumu, Chefferie des Walendu Bindi.